# Andong-daem
Andong-daem är en dammbyggnad i Sydkorea.   Den ligger i provinsen Norra Gyeongsang, i den centrala delen av landet, 190 km sydost om huvudstaden Seoul. Andong-daem ligger 126 meter över havet.
Terrängen runt Andong-daem är platt åt nordväst, men åt sydost är den kuperad. Andong-daem ligger nere i en dal. Runt Andong-daem är det ganska tätbefolkat, med 111 invånare per kvadratkilometer. Närmaste större samhälle är Andong, 4,4 km väster om Andong-daem. I omgivningarna runt Andong-daem växer i huvudsak blandskog.